# Elizabeth Gaines

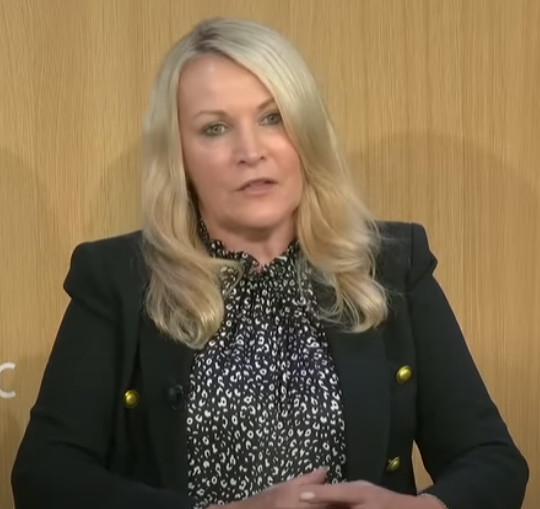
Elizabeth Gaines

Elizabeth Gaines (* 1964 in Australien) ist eine australische Managerin.

## Werdegang
Sie besuchte die „Perth Modern School“, graduierte an der Curtin University, Perth und erhielt einen Master an der Macquarie University, Sydney. Von 1997 bis 2005 war sie CEO bei „Heytesbury“, hatte aber auch schon eine CFO Anstellung bei der „Stella Group“ und „Entertainment Rights“. Im Jahre 2008 wechselte die zu „Helloworld Travel“ als CFO und wurde 2015 zum CEO des Reiseveranstalters berufen. Aber schon während ihrer Tätigkeit bei Helloworld Travel war sie seit 2013 im Aufsichtsrat von Fortescue Metals Group. 2017 folgte sie Neville Power in die Position des CEO des viertgrößten Eisenerzförderers der Welt.